# Salgar (ort)
Salgar är en ort i Colombia.   Den ligger i departementet Antioquía, i den nordvästra delen av landet, 260 km nordväst om huvudstaden Bogotá. Salgar ligger 1 209 meter över havet och antalet invånare är 6 428.
Terrängen runt Salgar är kuperad åt nordväst, men åt sydost är den bergig. Salgar ligger nere i en dal. Runt Salgar är det ganska glesbefolkat, med 50 invånare per kvadratkilometer. Närmaste större samhälle är Ciudad Bolívar, 14,0 km sydväst om Salgar. I omgivningarna runt Salgar växer i huvudsak städsegrön lövskog.